# カール・ハース
カール・ハース（Carl A. Haas、1929年2月26日 - 2016年6月29日）は、アメリカ合衆国の自動車レース興行主。
1980年代から1990年代、英国のフォーミュラカー設計製造技術を米国国内に技術移植するにあたって大きく貢献した人物である。
ポール・ニューマンとマイク・ラニガンとともに、チャンプカー・ワールド・シリーズとインディカー・シリーズのニューマン/ハース/ラニガン・レーシング・チームを共同所有していた。
また、NASCARネイションワイドシリーズに参加したCarl A. Haas Motorsportsと、チーム・ハース(Haas Lola)F1チームを所有していた。
1960年代から、アメリカでのローラ・カーズの輸入を一手に引き受ける代理店を経営。